# Aneura mirabilis
Espèce
Synonymes
- Cryptothallus mirabilis Malmb., 1933

Aneura mirabilis est une petite espèce d'hépatiques principalement européenne, complètement blanche, appartenant à la famille des Aneuraceae. Cette espèce de tourbière est une des rares bryophytes mycohétérotrophes connues, tirant son alimentation en parasitant la relation mycorhizienne entre un champignon et un arbre.

## Description

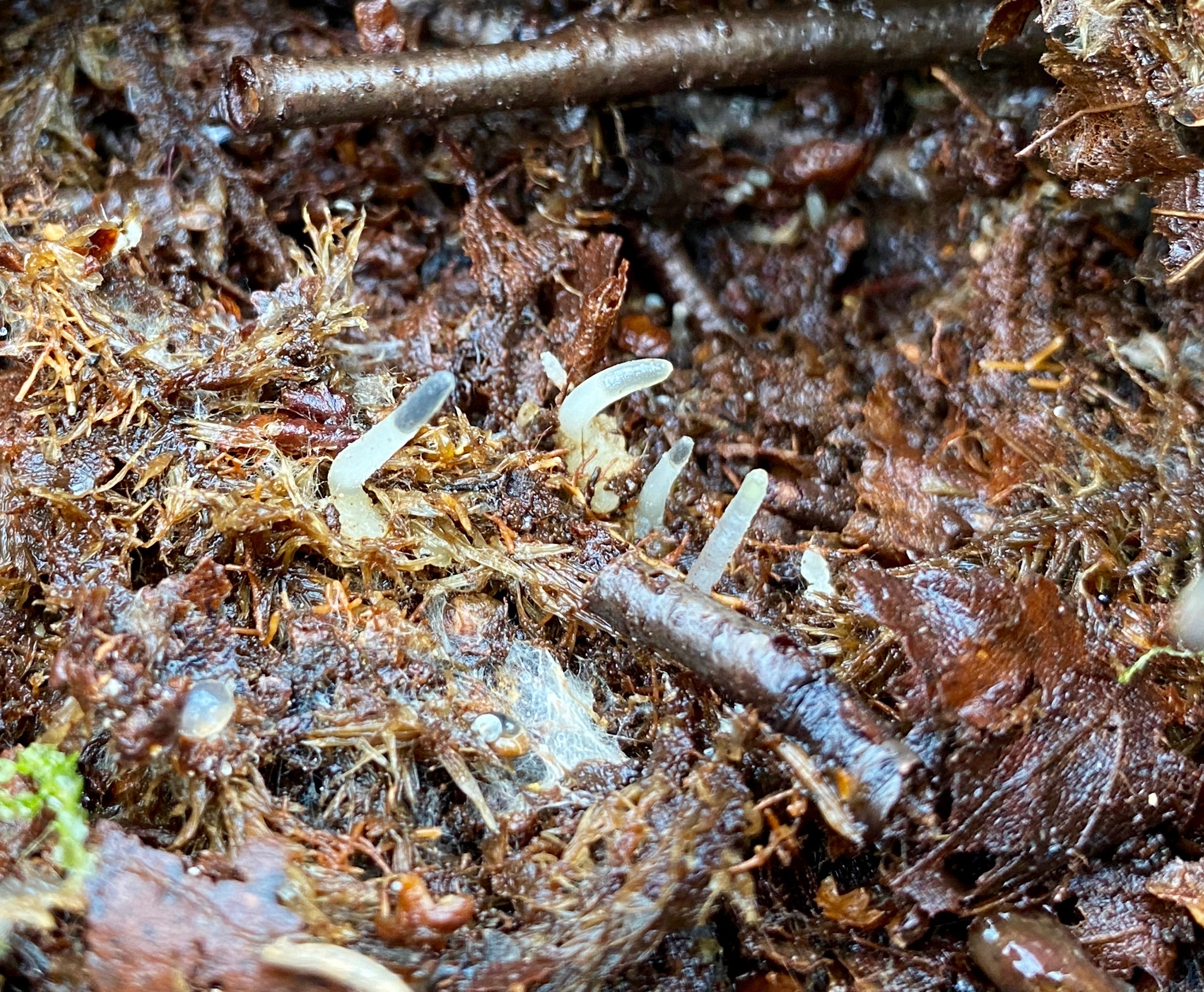
Jeunes thalles blancs d’Aneura mirabilis (Danemark)

Cette petite espèce atteignant rarement plus de 3 centimètres de haut est composée de thalles blancs par absence de chlorophylle, et ses plasmides ne se différenciant pas en chloroplastes. Elle partage avec la famille des Aneuraceae les caractéristiques suivantes : un thalle à ramification monopode sans nervure médiane distincte, de courtes branches reproductives produites latéralement à partir du thalle principal, et une urne coiffée très grande et charnue sans pseudo-périanthe. A. mirabilis partage avec les autres espèces d'Aneura la présence de setae composées de nombreuses petites cellules, contrairement aux autres membres de la famille. D'après la morphologie charnue et épaisse de l'urne et des bords du thalle (effilés en "ailes" chez A. maxima), A. mirabilis est étroitement apparenté à A. pinguis. Cependant, la variabilité au sein du genre Aneura et les difficultés à reconnaître les espèces qui la composent rendent ces comparaisons ténues.

## Taxonomie

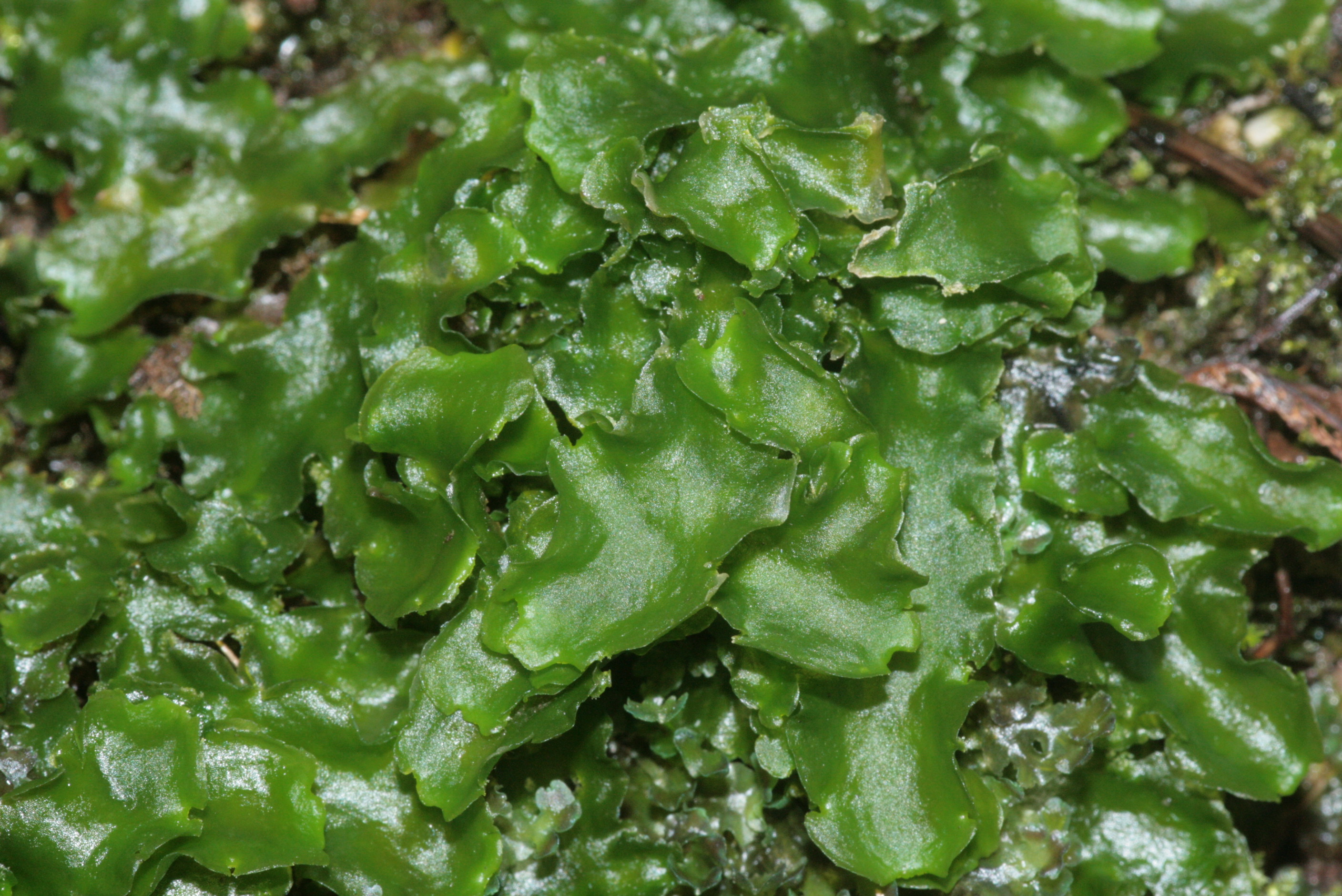
Aneura pinguis (Autriche)

Elle est décrite pour la première fois par le botaniste français Denis en 1919 comme une variété albinos d'Aneura pinguis,. En 1933, le Suédois Sten von Malmborg la décrit ensuite comme une espèce à part entière sous le nom Cryptothallus mirabilis. En effet, il considère que des spores à la morphologie distincte et un mode de vie différent permettent de créer un nouveau genre spécifique. Dès lors, sa situation dans le genre Cryptothallus est grandement débattue. Pour les uns,, la structure du thalle, l'ornementation des spores, la morphologie de la capsule et la forme de la seta justifient la ségrégation générique de cette espèce ; pour les autres, leurs caractères communs ne le justifient pas. En 2008, les travaux de Wickett & Goffinett y mettent fin. En effet, l'analyse des ADNs des génomes chloroplastiques, mitochondriaux et nucléaires démontrent une origine unique au sein du genre Aneura et une proximité importante avec l'espèce chlorophyllienne Aneura pinguis.

## Biologie
Aneura mirabilis est une mycohétérotrophe souterraine obtenant ses nutriments à partir des champignons plutôt qu'à partir de la photosynthèse. Le champignon se nourrissant également grâce à sa relation avec une autre plante, il alors est question d'une relation triptyque où A. mirabilis est une parasite. Il s'agissait jusqu'à récemment du seul bryophyte connu à posséder cette caractéristique, mais une seconde espèce, Cryptothallus hirsutus a été découverte au Costa Rica en 1996. Le champignon symbiote est un basidiomycete du genre Tulasnella, identique à celui d'Aneura pinguis, ce qui suggère que cette stratégie de vie hétérotrophe pourrait avoir évolué à partir d'une symbiose préexistante. La plante-hôte nourricière, quant à elle, est un Pin ou un Bouleau.
Aneura mirabilis est dioïque. Il existe donc des pieds portant des organes sexuels mâles (anthéridies) et des pieds portant des organes sexuels femelles (archégones). Les plants femelles sont généralement dix fois plus grands que les mâles. Le développement des structures reproductives des Aneura n'est pas dépendant de la photopériode, mais nécessite une température d'au moins 21°C suivant une période de températures suffisamment basses.

## Biotope et répartition
Aneura mirabilis se développe au sein des tourbières à l'abri de la lumière du soleil, généralement enfouie jusqu'à 20 cm dans de l'humus humide, de la tourbe de sphaigne ou sous des tapis d'autres bryophytes telles que des Hylocomium ou des Hypnum,.
Décrite depuis la Suède, cette espèce a depuis été déterminée au Groenland et au Royaume-Uni (particulièrement en Écosse), en Allemagne, en France, au Portugal, en Russie et en Scandinavie. Selon les caractéristiques de son habitat et son cycle de vie, elle pourrait également être présente en Espagne. Deux espèces d'Aneura, A. pinguis et A. maxima, sont géographiquement proches d'A. mirabilis.